# 工藤淳之介 3時のカルテット
『工藤淳之介 3時のカルテット』（くどうじゅんのすけ さんじのカルテット）は、2019年9月30日から2024年3月28日まで新潟放送（BSNラジオ）で毎週月曜から木曜の15:00 - 17:00に放送されていたラジオ番組。

## 概要
新潟放送のアナウンサーの工藤淳之介が、曜日替わりのパートナーとトークを繰り広げたり、様々な企画に挑戦する。

## 放送時間
- 毎週月曜 - 木曜 15:00 - 17:00[2]

## 出演者
パーソナリティ
- 工藤淳之介

パートナー
- 松本愛（月曜日、2021年4月 -）
- 大杉りさ（火曜日、2021年4月 -）
- さとちん（水曜日）
- ちゃい文々（木曜日）

中継担当
- 臼木優香（火曜日 - 木曜日）

過去のパートナー
- 笹川美和（月曜日、- 2021年3月）
- 今井美穂（火曜日、- 2021年3月）

## コーナー

### レギュラー
ラジオくじ「カルトット」
4桁の数字を予想して的中した聴取者の中から抽選で1名にオリジナルのクオカード 1000円分が当たるコーナー。
4桁の数字の内の上1桁をオープニングで発表し、聴取者は下3桁を予想する。
当選した聴取者がいなかった場合はキャリーオーバーとなり、翌回の当該コーナーでの当選金額が上乗せされる。また、周年記念などの際にも当選金額が上乗せされることがある。
ゆうドラ「小さな歌物語」

### 月曜日
我ら!イケメン四銃士
15時15分 -
ALBI SPIRIT
16時30分 -

### 火曜日
目指せ資格マスター
15時15分 -
エバラにおまかせ ごっくんレシピ
16時30分 -

### 水曜日
1/217万のあなたと → わくわくくどさんぽ
15時15分 -
アサヒビール夜を訪ねて3000軒
16時30分 -

### 木曜日
私が出会った素敵なあの人
15時15分 -
カルテット学園 放送部
16時30分 -